# Platonic
Platonic är en amerikansk romantisk komediserie från 2023 vars första säsong består av 10 avsnitt och som hade premiär på  AppleTV+ den 24 maj 2023. Serien är regisserad av Nicholas Stoller som också skrivit seriens manus tillsammans med Francesca Delbanco.

## Handling
Serien kretsar kring Will och Syliva, som spelas av Seth Rogen och Rose Byrne. De är före detta bästa vänner som glidit isär. Nu närmar sig båda medelåldern och ska återuppta kontakten, vilket inte går helt utan friktion.

## Roller i urval
- Seth Rogen - Will
- Rose Byrne - Sylvia
- Luke Macfarlane
- Tre Hale
- Carla Gallo
- Andrew Lopez